# Castello di Donnafugata

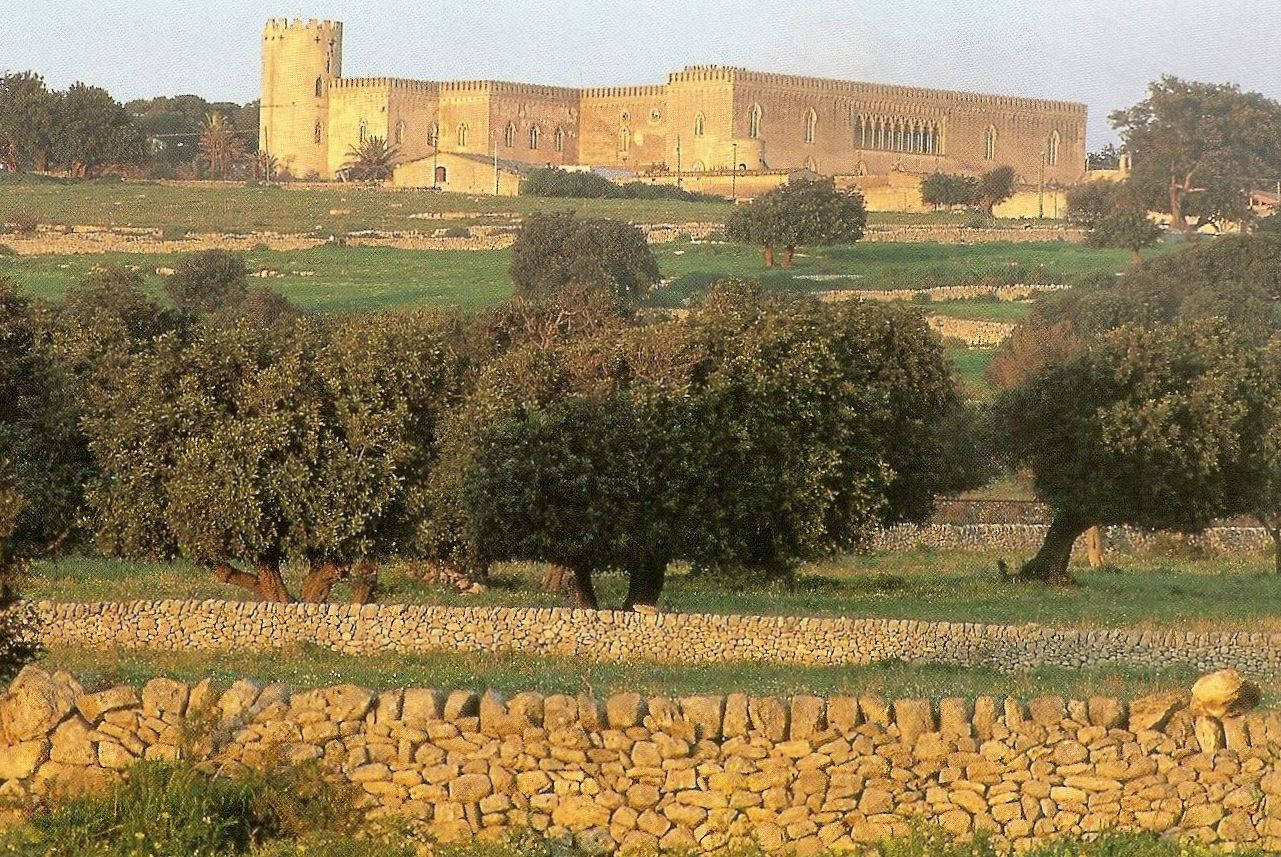
Castello di Donnafugata

Castello di Donnafugata ist ein Palast auf Sizilien. Er liegt etwa 10 km westlich von Ragusa.

## Geschichte

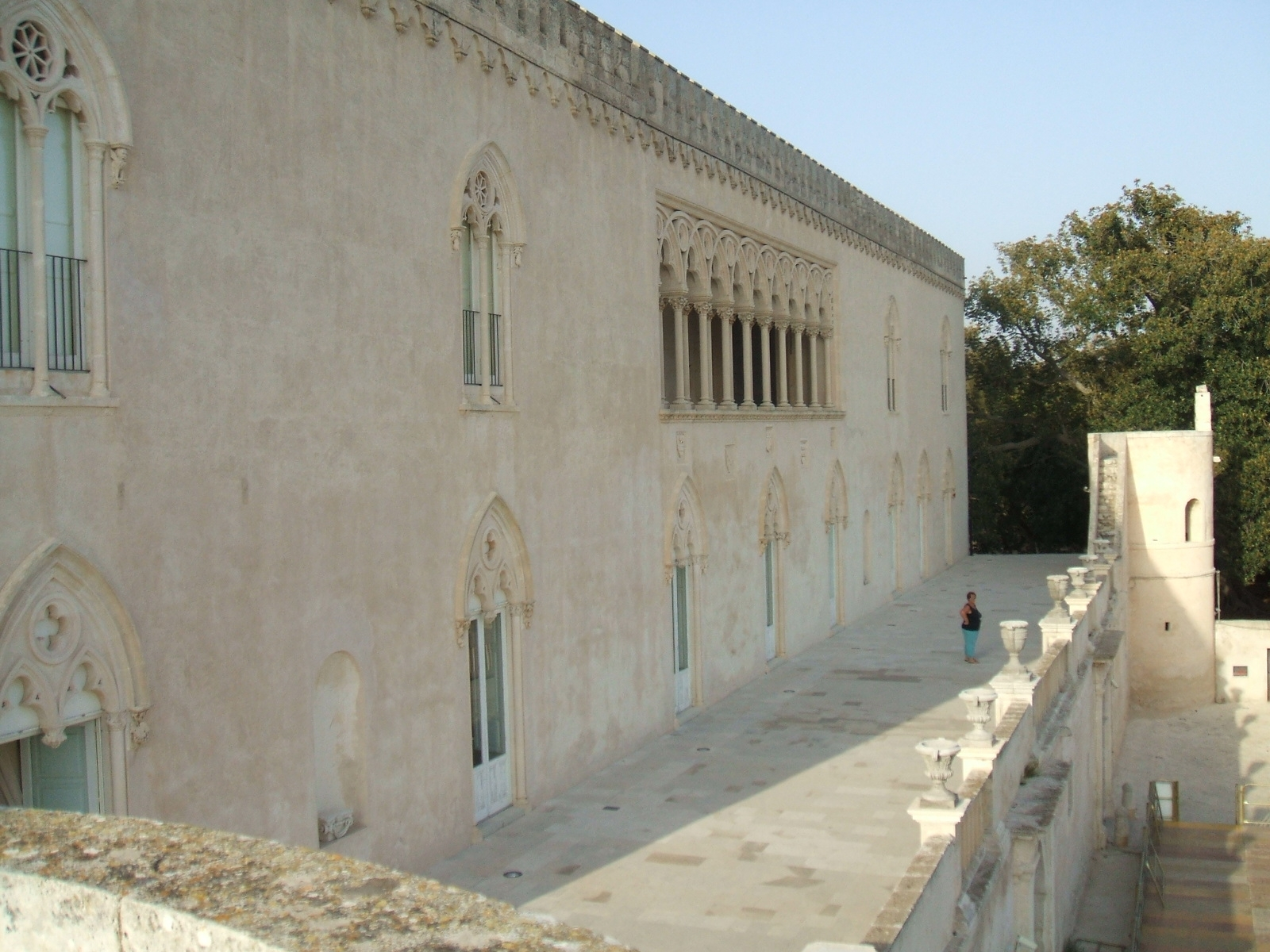
Castello di Donnafugata

Der ursprüngliche Bau wurde im 14. Jahrhundert von der Familie Chiaramonte in Auftrag gegeben. Auf den Grundmauern dieses Anwesens ließ Corrado Arezzo Barone di Donnafugata (1824–1895) in der zweiten Hälfte des 19. Jahrhunderts das heutige Palastgebäude errichten. Ende des 20. Jahrhunderts wurde es gründlich restauriert.
Für den Namen Donnafugata (übersetzt: Frau auf der Flucht) gibt es verschiedene Ableitungen. Zum einen wird er in Verbindung gebracht mit einer Enkelin des Schlossherren, die um 1900 gemeinsam mit einem Liebhaber bei Nacht und Nebel aus dem Palast flüchtete. Andererseits wird er abgeleitet von dem arabischen Begriff ain as jafaiat (italienisch: Fonte della salute, deutsch: Quelle der Gesundheit), da die Umgebung Ragusas im Gegensatz zur sonst eher trockenen Region reich an Quellwasser war. Aus dem Fonte della salute wurde im Sizilianischen Ronnafuata und schließlich Donnafugata.

## Gebäude

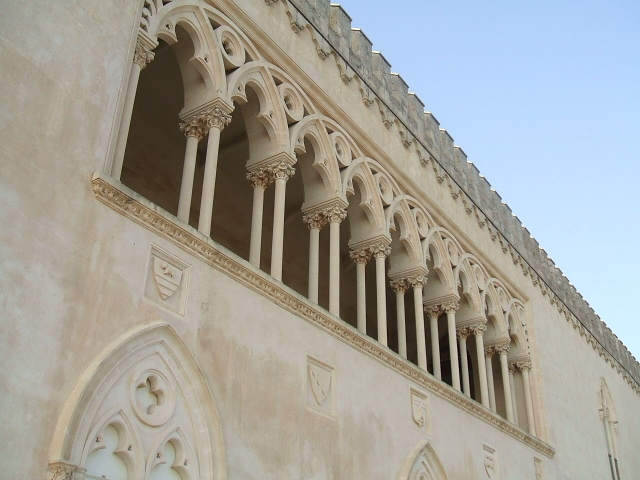
Venezianische Loggia

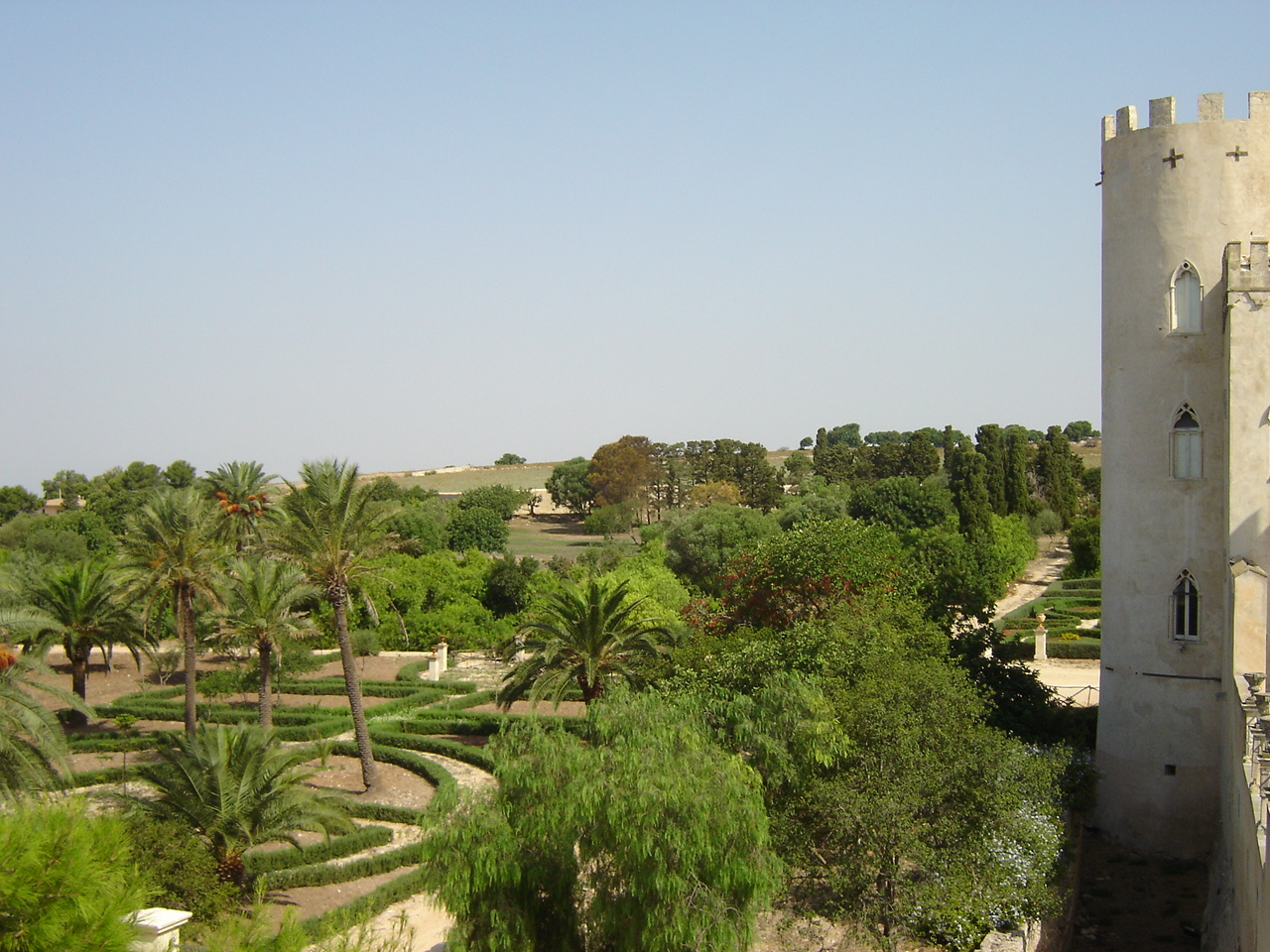
Gärten

Der Palast mit quadratischem Grundriss ist von Zinnen bekrönt und hat eine venezianische Hauptfassade mit einer gotischen Loggia.
Er verfügt über 122 Zimmer auf einer Wohnfläche von 2500 m². Zu den besonders sehenswerten Räumen zählen die große Bibliothek, der Wappensalon, ein Spiegelsaal, ein Billardsalon, ein Bischofszimmer mit wertvollen Intarsienmöbeln, das Rauch- und das Musikzimmer, der Frauensaal sowie mehrere Kapellen und Theaterräume.

## Außenanlagen
In den etwa 8 Hektar großen Parkanlagen befinden sich neben zahlreichen Pavillons und künstlich angelegten Grotten auch ein Irrgarten, dessen Wegemuster eine fast exakte Kopie des Irrgartens in Hampton Court Palace ist. Es befindet sich dort auch eine „falsche Kapelle“, deren Eingangstür sich beim Betreten der zweiten Stufe früher automatisch öffnete und aus der ein hölzerner, mechanischer Mönch erschien, um die Besucher zu erschrecken und zu umarmen. Diese „Kapelle“ und der mechanische Mönch sind seit einem Unfall nicht mehr zu besichtigen. Außerdem gibt es in der Anlage eine Höhle, an deren Decke das Himmelsgewölbe abgebildet ist. Bewacht wird der Park von steinernen Soldaten.

## Weiteres
Das Castello di Donnafugata und sein Schlossherr Corrado Arezzo sollen Giuseppe Tomasi di Lampedusa, der sich in seiner Kindheit oft hier aufhielt, zu seinem Roman Der Leopard inspiriert haben. Einige Szenen der Romanverfilmung von Luchino Visconti wurden 1963 im Palast gedreht. (Als weiteres Vorbild für das Romanschloss Donnafugata gilt der Palazzo Filangeri-Cutò in Santa Margherita di Belice, Sommerpalast von Giuseppe Tomasis mütterlichem Onkel Alessandro Mastrogiovanni Tasca Filangeri, Fürst von Cutò, wo die Familie Tomasi häufig ihre Sommerferien verbrachte.)
In einem der ehemaligen Wirtschaftsgebäude des Anwesens befindet sich heute die Weinkellerei Donnafugata, die auch über die Grenzen Italiens bekannt ist und deren Weine mit internationalen Preisen ausgezeichnet wurden.